# Karina Ocasio
Pour les articles homonymes, voir Ocasio.
Karina Ocasio est une joueuse portoricaine de volley-ball née le 1er août 1985 à Carolina. Elle mesure 1,92 m et joue au poste de réceptionneuse-attaquante. Elle totalise 114 sélections en équipe de Porto Rico.

## Clubs
| Club                       | De        | À         |
| -------------------------- | --------- | --------- |
| Conquist. Guaynabo         | 2000-2001 | 2002-2003 |
| Sirio Perugia              | 2003-2004 | 2003-2004 |
| Caoduro Cavazzale          | 2004-2005 | 2004-2005 |
| Valencianas de Juncos      | 2005-2006 | 2007-2008 |
| Heungkuk Life Pink Spiders | 2008-2009 | 2009-2010 |
| Galatasaray İstanbul       | 2010-2011 | 2010-2011 |
| Valencianas de Juncos      | 2012-2012 | 2012-2012 |
| Criollas de Caguas         | 2013-2013 | 2013-2013 |
| Hwaseong IBK Altos         | 2013-2014 | 2013-2014 |
| Criollas de Caguas         | avr 2014  | mai 2014  |
| Fujian Volleyball          | 2014-2015 | 2014-2015 |
| Criollas de Caguas         | jan 2015  | mai 2015  |
| Salihli Belediyespor       | août 2015 | oct 2015  |
| Fujian Volleyball          | 2015-2016 | 2015-2016 |
| Criollas de Caguas         | jan 2016  | mai 2017  |
| Jakarta BNI                | jan 2018  | mai 2018  |
| Criollas de Caguas         | jan 2019  | …         |

## Palmarès

### Équipe nationale
- Jeux d'Amérique centrale et des Caraïbes
  - Finaliste: 2010.
- Coupe panaméricaine
  - Finaliste : 2016.

### Clubs
- Championnat de Porto Rico
  - Vainqueur : 2007, 2014, 2015, 2016, 2017, 2019.
- Championnat de Corée du Sud
  - Vainqueur : 2009.

### Distinctions individuelles
- Championnat d'Amérique du Nord de volley-ball féminin 2013: Meilleure marqueuse.
- Volley-ball féminin aux Jeux panaméricains de 2015: Meilleure marqueuse[3].
- Coupe panaméricaine de volley-ball féminin 2016:Meilleure attaquante[4].